# El regne de les granotes. Missió a l'Àrtic
El regne de les granotes. Missió a l'Àrtic (xinès simplificat: 青蛙王国之冰冻大冒险, pinyin: Qīngwā wángguó zhī bīngdòng dà màoxiǎn; títol en anglès, The Frog Kingdom 2: Sub-Zero Mission) és una pel·lícula d'animació informàtica del 2016. Es tracta de la seqüela d'El regne de les granotes. S'ha doblat al català.

## Sinopsi
Aquesta vegada els nostres amics hauran de fer front al Malvat Capità Unull. Aventures fresques perquè els més menuts rauquin d'emoció. La pluja torna al Regne de les Granotes després d'una sèrie d'explosions que sacsegen la capital. El Rei de les granotes revela que el llegendari protector del regne, la Granota de Cristall, està en perill, de manera que molts habitants, atemorits per un pànic massiu, fugen de la ciutat. Enmig de tot aquest caos, la Princesa aprofita per escapar del palau i unir-se a en Rain i als homes que va enviar el seu pare a protegir el Regne. Junts sospiten que el Malvat Capità Unull està darrere del misteri i això els porta a la seva primera trampa.